# Pierre Wack
Pierre Wack (Colmar, 11 april 1922 – Chartres, 22 december 1997) was een econoom en was als futuroloog de grondlegger van scenarioplanning bij Shell.
Pierre werd geboren in Colmar in de Elzas. Nadat hij in 1940 slaagde voor de middelbare school ging hij naar Duitsland om economie te studeren, maar met het uitbreken van de Tweede Wereldoorlog ging hij terug naar Frankrijk. Hij studeerde in Parijs aan L’Ecole libre des Sciences Politiques. In Parijs ontmoette hij de omstreden mysticus George Gurdjieff. Later zou hij zeggen dat hij een "indrukwekkend, maar gevaarlijk overwicht" had. Na de oorlog bezocht hij diverse oosterse goeroes, in het bijzonder Swami Prajnanpad (1891 - 1974)
Wack begon zijn carrière bij Shell in april 1961 in Frankrijk waar hij hoofd van de planningsafdeling werd. In het midden van de zestiger jaren bezocht hij Herman Kahn, de grondlegger van scenarioplanning. In januari 1971 ging hij naar het Shell-hoofdkantoor in Londen.
In de jaren zeventig maakte Wack als eerste gebruik van scenarioplanning op het hoofdkantoor van Royal Dutch Shell in Londen. Dat was zo succesvol dat de oliegigant in dat decennium op de door Arabieren veroorzaakte oliecrises van 1973 en 1979 kon anticiperen. Pierre Wack was het eerste hoofd van het Shell Scenarios team en bleef dat 10 jaar. Hij werd opgevolgd door Arie de Geus. Zijn artikelen uit 1985 "Scenarios: Uncharted Waters Ahead" en "Scenarios: Shooting the Rapids" worden als de eersten beschouwd die de ideeën en theorieën van Herman Kahn in de bedrijfsstrategie introduceerden.
Na zijn pensionering bij Shell in 1982 werd hij adviseur voor het Zuid-Afrikaanse mijnbouwbedrijf Anglo American. In 1983 begon hij aan een goud-scenario voor Anglo American en in 1984 aan een diamant-scenario voor De Beers. Bovendien was hij in 1983 en 1984 gasthoogleraar bij de Harvard Business School, wat hij overigens een teleurstellende ervaring vond.
In 1990 werd hij uitgenodigd om in Zuid-Afrika scenario's voor de periode na de apartheid te ontwikkelen. Als zodanig was hij betrokken bij de ontwikkeling van de High Road/Low Road scenario's voor de toekomst van Zuid-Afrika. De scenario's werden voor verschillende groepen gepresenteerd, waaronder uiteindelijk Nelson Mandela.
Wack ging terug naar Frankrijk waar in 1991 beenmergkanker werd vastgesteld. Hij kreeg chemotherapie en knapte in de loop van 1992 weer op. In 1995 kreeg hij een terugval, waarvan hij niet meer genas.

## Wetenswaardigheden
- Zijn artikelen uit 1985 "Scenarios: Uncharted Waters Ahead" en "Scenarios: Shooting the Rapids" zijn een splitsing en bewerking door Harvard Business Review van The Gentle Art of Re-Perceiving. Wack was het niet eens met de bewerking, hoewel hij er de McKinsey Prize mee won.
- "De ayatollahs grijpen de macht" was door Pierre Wack beschreven als een van de mogelijke scenario's voor Iran.
- In 1987 kocht hij het Chateau de la Johannie in Curemonte.
- Wack was verschillende malen getrouwd.
- Pierre Wacks archief is beschikbaar in de Pierre Wack Memorial Library van de Oxford Futures Library, Universiteit van Oxford.